# Воронежское суворовское военное училище
Воронежское Суворовское военное училище (ВжСВУ) — военное образовательное учреждение, располагавшееся в городе Воронеже в период с 1943 по 1963 годы.

## История
- 25 января 1943 года советские войска освободили г. Воронеж от фашистов. В соответствии с Постановлением СНК СССР и ЦК ВКП(б) от 21 августа 1943 года необходимо было в очень короткие сроки создать Воронежское Суворовское военное училище.

- К концу ноября 1943 года комиссия по приёму суворовцев закончила свою работу. Всего было принято 510 человек: контингент воспитанников состоял на 85 % из числа детей погибших воинов Красной Армии.

- Боевое Красное Знамя училищу было вручено 19 декабря 1943 года — этот день является днем рождения Воронежского СВУ.

- 13 июня 1963 года в училище пришла директива штаба МВО о его расформировании и 1 октября 1963 года Воронежское СВУ было расформировано. Боевое Знамя училища сдано в Центральный музей Советской Армии (г. Москва). Оставшиеся три роты (пятую, шестую и седьмую) перевели в Калининское Суворовское военное училище.

## Деятельность
В первом выпуске училища (1948 год) было подготовлено 33 человека. Воронежское СВУ просуществовало двадцать лет и произвело 15 выпусков. Училище успешно окончили 1124 воспитанника (суворовца), в том числе с «золотой» медалью — 62 человека, с «серебряной» медалью — 98 человек.

### Руководители училища
- 1943—1946 — генерал-майор Баланцев, Владимир Васильевич
- 1946—1955 — гвардии генерал-майор Дубянский, Василий Павлович
- 1955—1960 — полковник Иванов, Яков Николаевич
- 1960—1963 — генерал-майор Дудоров, Тимофей Дмитриевич

### Выпускники училища
- Макашов, Альберт Михайлович — генерал-полковник, народный депутат СССР, депутат Госдумы.
- Халипов, Вячеслав Филиппович — генерал-майор, учёный.
- Виктор Суворов — майор (1963 год, переведен в Калининское Суворовское военное училище)  автор книг по истории Второй мировой войны и деятельности спецслужб СССР[1].
- Пашутин, Александр Сергеевич — народный артист России.
- Лопуховский, Лев Николаевич — полковник, профессор Академии военных наук РФ, член Союза журналистов России и Ассоциации историков ВМВ, автор книг об истории Великой Отечественной войны.
- Пирогов, Валентин Митрофанович — историк, журналист, доцент Воронежского педагогического института, член Союза журналистов СССР, автор книг о Гражданской войне.
- Смирнов, Александр Тихонович — журналист, член Союза журналистов СССР, преподаватель факультета журналистики ВГУ.
- Исаянц, Валерий Иванович — поэт.